# Upeksa
L'upeksa (en devanagari उपेक्षा, en pali upekkhā) és el concepte budista de l'equanimitat. Es tracta d'un estat de purificació mental cultivat a través de la meditació en el camí budista del prajna (saviesa) o del bodhi (despertar). L'equanimitat fa possible encarar la vida amb totes les seves vicissituds en calma i tranquil·litat sense pertorbar la ment. Un terme anàleg en la filosofia grega i occidental seria l'ataràxia.

## En el context literari pali
En el Cànon Pali i en els comentaris postcanònics atthakatha, l'upeksa s'identifica com un important pas en el desenvolupament espiritual en un gran nombre de llocs:
- És un dels quatre estats sublims (brahmavihara), que són estats mentals purificadors capaços de contrarestar els actes poc honrosos de luxúria, avarícia i ignorància. Com un brahmavihara, és també un dels quaranta motius tradicionalment identificats de la meditació budista (kammatthana).
- En el desenvolupament de la concentració meditativa, l'upeksa apareix com el factor fonamental de l'absorció material, present en el tercer i quart estat dhyana.
- En els set factors d'il·luminació (bojjhanga), l'upeksa és l'últim factor a ser desenvolupat.
- En la llista theravada de les deu perfeccions (paramita), l'upeksa és l'última pràctica identificada bodhisatta.